# Heraiaspelen
Heraiaspelen var i antikens Grekland idrottstävlingar som hölls till gudinnan Heras ära. De hölls på Stadion i Olympia. Tävlingarna är daterade så tidigt som till 700-talet före Kristus. Bland kända antika damidrottare finns Cynisca och Belistiche.

### Fotnoter
1. ↑  ”Kvinnor och olympiska spel”. Göteborgs universitet. 10 augusti 2004. http://www.ub.gu.se/kvinn/fragelada/2004/olympiad.xml. Läst 18 juni 2016.